# 天主圣三圣殿 (佛罗伦萨)

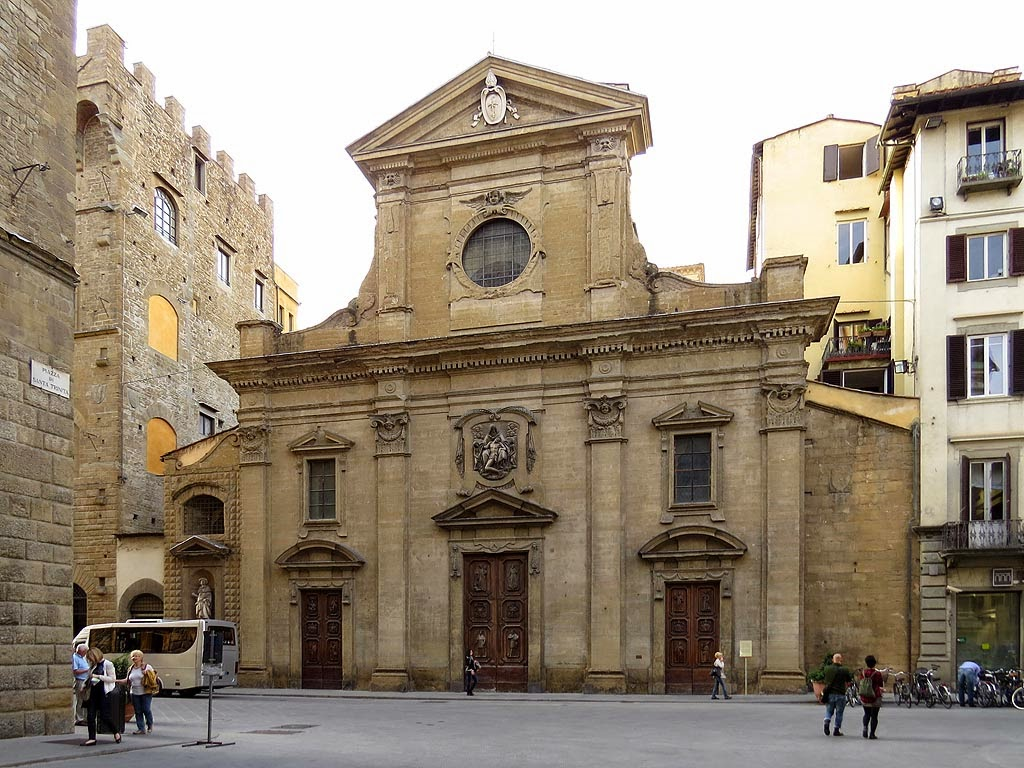

佛罗伦萨天主圣三大殿（Basilica di Santa Trinita）是意大利佛罗伦萨市中心的一座天主教堂，是“Vallumbrosan”修会的母堂，1092年由一位佛罗伦萨贵族创建。附近是阿诺河上的天主圣三桥。现存的教堂是1258–1280时所建。
这座教堂大约有20个小圣堂，收藏了许多艺术杰作。其中最著名的是右侧第6个小圣堂萨塞蒂小堂，弗朗切斯科·萨塞蒂是美第奇银行的经理。其15世纪壁画杰作由多梅尼科·基尔兰达约（Domenico Ghirlandaio）创作，包括《圣方济各》和《预言基督诞生》（ 1482年至1485年），以及《三王来朝》（1485年）。在入口处是《西比尔通知奥古斯都皇帝基督来临》。其中一幅描绘《圣方济各使坠落斯皮尼宫的男孩复活的奇迹》（页面存档备份，存于）。《方济各接到教宗洪诺留的命令》放置在领主广场。